# 結城市立城南小学校
結城市立城南小学校（ゆうきしりつじょうなんしょうがっこう）は、茨城県結城市城南1丁目にある公立小学校。2023年（令和5年）4月1日時点の児童数は568名。

## 沿革
- 1958年（昭和33年） - 開校[1]。
- 1975年（昭和50年） - 南校舎建築[2]。
- 1985年（昭和60年） - 中校舎（1）建築[2]。
- 1988年（昭和63年） - 屋内運動場建築[2]。
- 2010年（平成22年） - 北校舎建築[2]。
- 2018年（平成30年） - 中校舎（2）建築[2]。

## 通学区域と進学先中学校
出典

### 通学区域
- 下り松
- 辻堂
- 城之内
- 新福寺
- 新福寺一丁目
- 新福寺二丁目
- 新福寺三丁目
- 新福寺四丁目
- 新福寺五丁目
- 新福寺六丁目
- 中央町一丁目
- 中央町二丁目
- 繁昌塚（吉田用水の東側区域）
- 城南町一丁目
- 城南町二丁目
- 下り松三丁目
- 下り松四丁目
- 下り松六丁目

### 進学先中学校
- 結城市立結城中学校

## 周辺
- 結城市消防団第五分団 - 敷地が隣接。
- 吉田用水
  - 城南橋
- 茨城県道・千葉県道17号結城野田線 - 学校付近では、上記吉田用水に沿う。
- 国道50号線
  - 国道50号線沿いには、ロードサイド店も点在。
- 結城市城南コミュニティセンター

## アクセス
- 結城市内循環バス「北部西ルート」・「江川Aルート」で、「城南小学校」停留所下車。
- JR東日本水戸線結城駅より、
  - 南口から、徒歩約2km・約30分。
  - 北口から、上記「結城市内循環バス」に乗車し10分、「城南小学校」停留所下車。